# 孙潮
孙潮（1956年3月—），男，汉族，上海人，中华人民共和国政治人物，二级大法官，曾任贵州省高级人民法院党组书记、院长。